# 松本ミーコハウス
松本 ミーコハウス（まつもと ミーコハウス）とは、日本の漫画家。
ペンネームの由来は外国人のような名前が良かったため。

## 作品

### コミック
- 恋のまんなか(大洋図書、2008年11月29日)
- テレビくんの気持ち（幻冬舎、2009年4月24日）
- さわってもいいかな(大洋図書、2011年1月31日)
- 星の数ほど（幻冬舎、2012年1月24日）
- 美しい野菜(祥伝社2014年５月２８日)

### イラスト
- 手を伸ばして目を閉じないで (著：渡海奈穂、新書館ディアプラス文庫)
- はな咲く家路 (著：一穂ミチ、新書館ディアプラス文庫)